# ثيودور شابيرو
ثيودور شابيرو (بالإنجليزية: Theodore Shapiro)‏ هو مؤلف موسيقى تصويرية وملحن وموسيقي أمريكي، ولد في 29 سبتمبر 1971 في واشنطن العاصمة في الولايات المتحدة.

## وصلات خارجية
- الموقع الرسمي
- ثيودور شابيرو على موقع IMDb (الإنجليزية)
- ثيودور شابيرو على موقع ألو سيني (الفرنسية)
- ثيودور شابيرو على موقع ميوزك برينز (الإنجليزية)
- ثيودور شابيرو على موقع أول موفي (الإنجليزية)
- ثيودور شابيرو على موقع بوكس أوفيس موجو (الإنجليزية)
- ثيودور شابيرو على موقع قاعدة بيانات الأفلام السويدية (السويدية)
- ثيودور شابيرو على موقع ديسكوغز (الإنجليزية)
- ثيودور شابيرو على موقع قاعدة بيانات الفيلم (الإنجليزية)
- ثيودور شابيرو على موقع كينوبويسك (الروسية)